# Cono

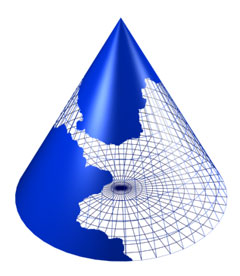
Cono

In geometria, il cono è un solido di rotazione che si ottiene ruotando un triangolo rettangolo intorno a uno dei suoi cateti.
L'asse del cono è il cateto intorno a cui il solido è costruito; la base del cono è altresì il cerchio ottenuto dalla rotazione dell'altro cateto.
Il vertice del cono è, infine, il punto dell'asse opposto a quello dell'intersezione con la sua base.
La superficie conica è un'estensione del cono prolungando fino all'infinito ogni segmento che ha come estremi il vertice e un punto della base.
L'aggettivo che definisce gli oggetti di natura simile al cono è conico; da esso derivano anche le curve e le figure piane cosiddette coniche, ossia risultanti dall'intersezione di un piano con un cono (o meglio, una superficie conica).
In matematica un cono può essere considerato come una piramide di base circolare, avente quindi un numero infinito di facce oblique.

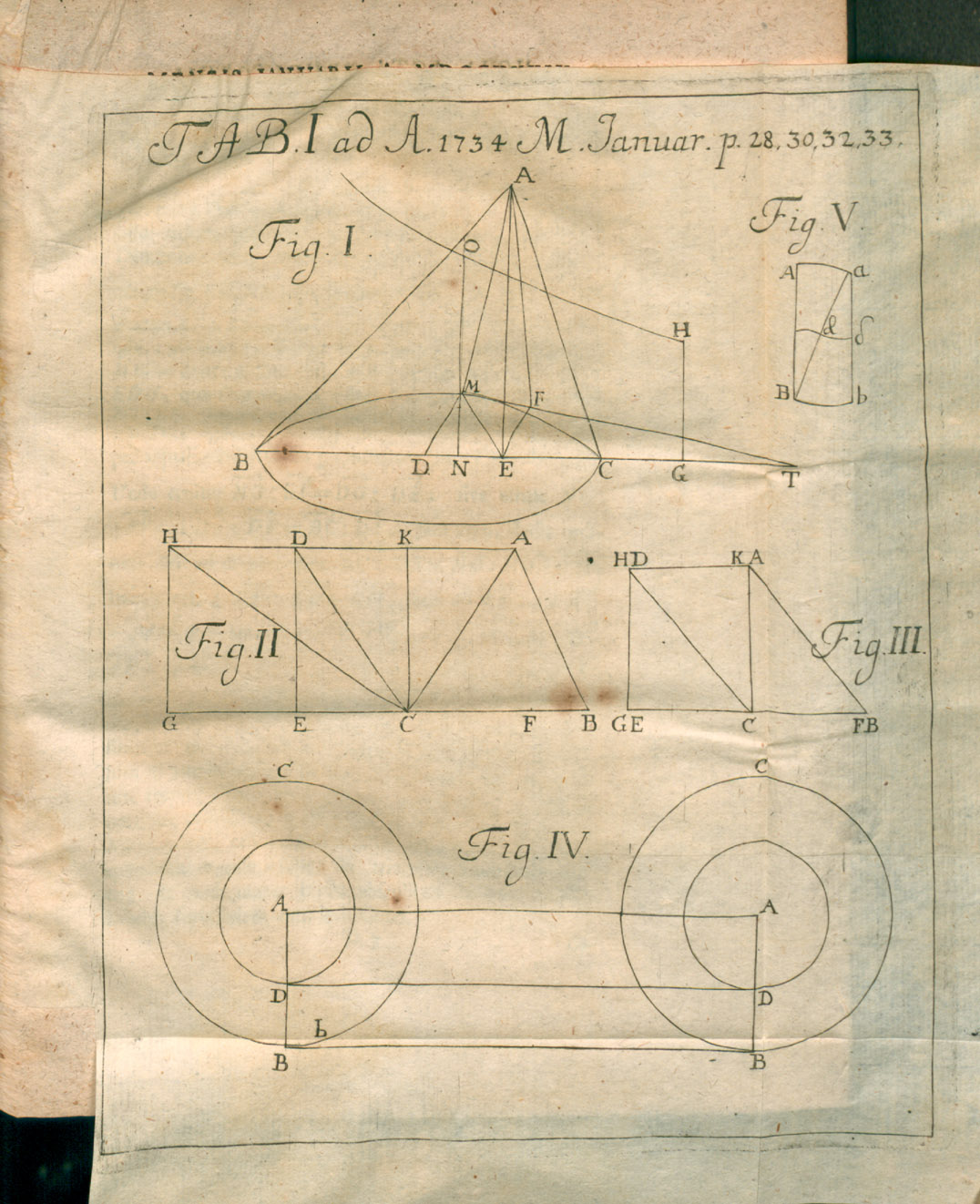
Illustrazione relativa a un articolo intitolato Problemata mathematica... pubblicato sugli Acta Eruditorum nel 1734

## Nomenclatura

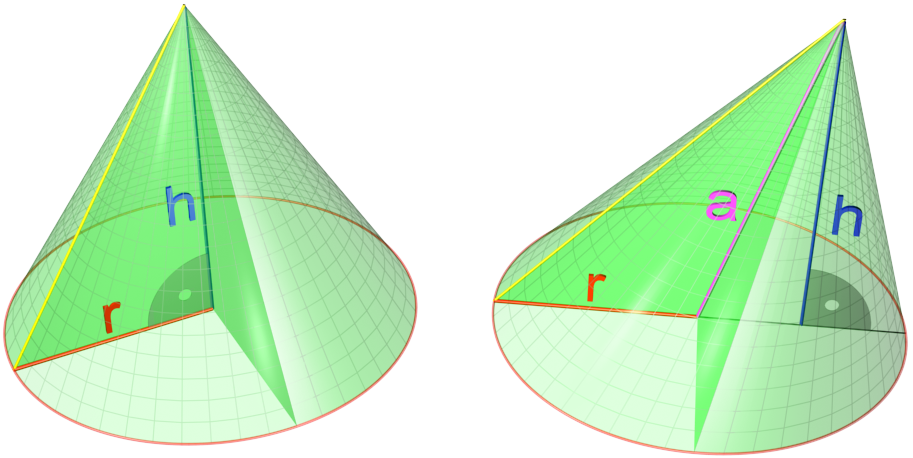
Cono circolare retto (a sinistra) e cono circolare obliquo (a destra).

Un cono il cui vertice è tagliato da un piano parallelo alla sua base è detto tronco di cono. Il termine cono viene talvolta esteso a figure più generali:
- Un cono ellittico è un cono che ha come sezione retta un'ellisse. Analogamente, un cono circolare ha un cerchio.
- Un cono obliquo è un cono che non ha l'asse ortogonale alla base. Un cono retto ha l'asse ortogonale. Con riferimento alla sezione retta, non esistono coni obliqui ma sono tutti retti.[1]
- Un cono equilatero è un cono che ha l'apotema equivalente al diametro di base.

Il termine "cono" senza ulteriori specificazioni indica generalmente un cono circolare retto.

## Formule

### Volume
Il volume {\displaystyle V} di un cono con altezza {\displaystyle h} e con base di raggio {\displaystyle r} è {\displaystyle {1 \over 3}} del volume del cilindro che ha le stesse dimensioni. Quindi:
{\displaystyle V={\pi r^{2}h \over 3}.}
Se la base è ellittica di semiassi {\displaystyle a} e {\displaystyle b}:
{\displaystyle V={\pi abh \over 3}.}
Si può calcolare il volume del cono per mezzo del calcolo integrale come il volume del solido ottenuto dalla rotazione di una retta {\displaystyle y=mx} con coefficiente angolare positivo (per semplicità passante per l'origine degli assi) attorno all'asse delle ascisse. Si ha:
{\displaystyle V=\int _{0}^{h}\pi (mx)^{2}dx,}
{\displaystyle V={\pi m^{2}h^{3} \over 3}.}
Essendo {\displaystyle \gamma } l'angolo acuto formato dalla retta {\displaystyle y=mx} con l'asse delle ascisse, da considerazioni trigonometriche si ha che:
{\displaystyle r=h\tan \gamma ,}
e poiché il coefficiente angolare {\displaystyle m} è uguale alla tangente goniometrica di {\displaystyle \gamma }, elevando al quadrato ambo i membri della precedente equazione si ha:
{\displaystyle r^{2}=m^{2}h^{2},}
da cui si ottiene:
{\displaystyle V={\pi r^{2}h \over 3}.}

### Area totale della superficie conica
L'area totale {\displaystyle S_{t}} di una superficie conica è data dalla somma dell'area della base {\displaystyle S_{b}} con l'area laterale {\displaystyle S_{l}}:
{\displaystyle S_{t}=S_{b}+S_{l}}
dove:
{\displaystyle S_{b}=\pi r^{2}}
{\displaystyle S_{l}=\pi ra}
avendo definito l'apotema {\displaystyle a} del cono come
{\displaystyle a={\sqrt {r^{2}+h^{2}}}.}
Sostituendo nella formula, si ottiene infine:
{\displaystyle S_{t}=\pi r(r+a).}
- In generale, se il cono ha una forma qualunque (cono, piramide, ecc. sono casi particolari) di vertice {\displaystyle V=(0,0,h)} e equazione polare di base {\displaystyle R=R(\vartheta )}, la formula per il calcolo della superficie laterale diviene:

{\displaystyle S_{l}={\frac {1}{2}}\int _{0}^{2\pi }\!\!\!{\sqrt {{[R(\vartheta )]}^{4}+{[R(\vartheta )]}^{2}h^{2}+{[R'(\vartheta )]}^{2}h^{2}}}\,d\vartheta .}

### Centro di massa
Il centro di massa di un cono di densità uniforme è sull'asse, ad altezza {\displaystyle {h \over 4}}, partendo dalla base.